# Jean Paul
För andra betydelser, se Jean Paul (olika betydelser).
Jean Paul, egentligen Johann Paul Friedrich Richter, ibland mer oegentligt kallad Jean Paul Richter, född 21 mars 1763 i Wunsiedel, i dåvarande kungariket Bayern, död 14 november 1825 i närbelägna Bayreuth, var en tysk författare. 

## Biografi
Skälet till Richters namnändring var en djup beundran för Jean Jacques Rousseau och dennes filosofi. Jean Paul brukar räknas som upphovsman till begreppet weltschmerz.
Jean Paul har vissa drag gemensamma med den tyska romantiken men brukar normalt sett inte räknas till denna litterära riktning. Författarskapet präglades av sentimentala småstycken och satirer som skrevs närmast för att finansiera studier i teologi och filosofi, som Jean Paul dock aldrig avslutade. Berättelsen Titan är dock en omfattande lovsång till individen. 80 år efter utgivningen av denna roman komponerade Gustav Mahler sin första symfoni efter att ha läst den.
Han slog igenom med berättelsen Das Leben des vergnügten Schulmeisterlein Maria Wuz in Auenthal. Sedan 2002 utdelas till författarens minne Jean-Paul-Preis (Jean Paul-priset) såsom en litterär utmärkelse av det tyska förbundslandet Bayern.

## Eftermäle
Asteroiden 14365 Jeanpaul är uppkallad efter honom.